# AS/400
O AS/400 é um computador de médio porte da IBM lançado em 1988 e que ainda se mantêm em produção sob o nome iSeries. O AS/400 é um sistema orientado a objetos com base de dados integrada que foi desenhada para implementar o modelo de base de dados relacional de E.F.Codd no sistema operativo e hardware. Todo o software necessário para correr este computador é incluído e integrado. Trata-se basicamente em: micro código, sistema operativo e programas licenciados.
O iSeries/AS400 é a versão seguinte à máquina com base de dados System/38 inicialmente lançada em 1985, sucessor do sistema 36, sucessor do sistema 34, que por sua vez sucedeu ao sistema 3, este ainda usando cartões perfurados, quer a nível de ficheiros como a nível de programação. O AS/400 (conhecido como Silverlake) foi lançado em 1989, e a linha de produto foi alterada e renomeada de iSeries no ano 2000.

## Características principais
Algumas características incluem DBMS rápido, uma interface dirigida por menu, suporte multi-utilizador, terminais (IBM 5250) e impressoras, segurança, comunicações e um extenso sistema operativo baseado em bibliotecas, o OS/400. No entanto o nome AS/400 também é muitas vezes aplicado ao sistema operativo. A maior vantagem é que as aplicações podem correr sem a modificação de qualquer modelo na linha de produto, desde máquinas para desenvolvimento de um único utilizador até 8 ou 16 formas de clusters multiprocessador. A arquitectura do sistema AS/400 assim como o microcódigo, é baseada em EBCDIC e não em ASCII, o que faz com que o sistema seja dos mais seguros do mercado.

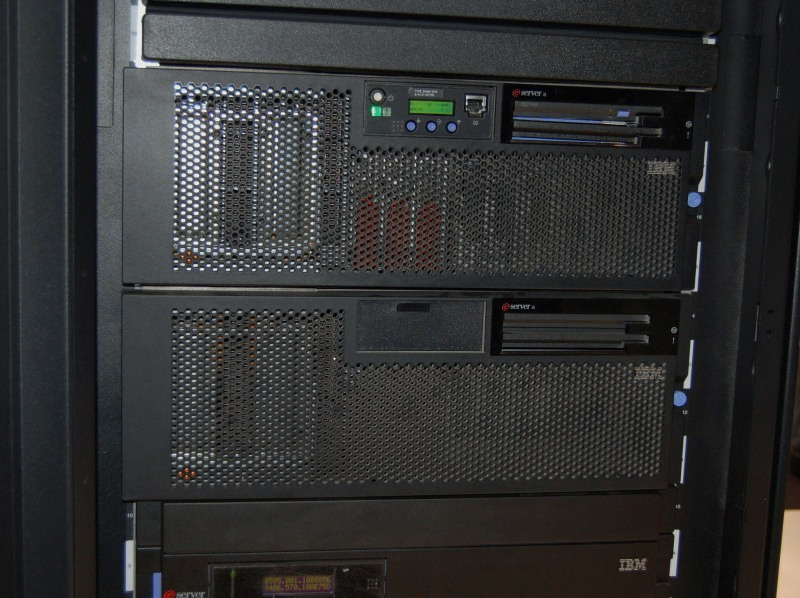
i5 Modelo 570 (2006)

### Processador
A máquina foi originalmente num processador CISC IBM, mas mais tarde migrou para PowerPC baseado na família de CPU RISC, eventualmente conhecida como RS64. Os modelos mais atuais são baseados em processadores POWER5 (conforme o anunciado a 4 de Maio).

### Camada de abstração de hardware
A máquina usa a camada de abstração de hardware (HAL de Hardware abstraction layer) do seu microcódigo (chamado de TIMI de Technology Independent Machine Interface pela IBM) que permite ao sistema operativo e aos programas de aplicação tirar vantagem do hardware e software sem recompilação. Isto significa que um programa escrito e compilado num S/38 pode correr como um programa de 64 bits nativo. O HAL permite que um sistema de preço razoável correr exactamente o mesmo sistema operativo e software como um outro sistema que custa cerca de 2 milhões de dólares (pouco menos de 2 milhões de euros).

### Gerenciamento de tarefas
Adicionalmente, as tarefas tais como manuseamento de bloqueios de gravação e atualizações de filas são geridas automaticamente pelo sistema, fazendo com que aplicações multi-usuário sejam fáceis de criar, manter, e extremamente fiáveis.

### Linguagens de programação
As linguagens de programação disponíveis para esta máquina incluem RPG, assembly, C, Java, COBOL, SQL, BASIC, PHP, Delphi/400 e REXX. Várias ferramentas CASE para Engenharia de software estão disponíveis: Synon, AS/SET, GeneXus e o Lansa. Actualmente, o sistema permite que uma aplicação seja composta por várias linguagens de programação que, depois de compiladas, criam objectos que são chamados através de CL/ILE Control language, ou mesmo diretamente pelo seu nome final. Chama-se a este ambiente ILE (Integrated Language Environement).

## Modelos de AS/400, iSeries, i5
| Modelo                                                                    | Ano              | CPU                          | Base - CPW     |
| ------------------------------------------------------------------------- | ---------------- | ---------------------------- | -------------- |
| B10, B20, B30, B35, B40, B45, B50, B60, B70                               | 1988, 1989       | P10, P20                     | 2,9 - 20       |
| C04, C06, C10, C20, C25                                                   | 1990             | P10                          | 3,1 - 6,1      |
| D02, D04, D06, D10, D20, D25, D35, D45, D50, D60, D70, D80                | 1991             | P10, P20, P30                | 3,8 - 56,6     |
| E02, E04, E06, E10, E20, E25, E35, E45, E50, E60, E70, E80, E90, E95      | 1992             | P10, P20, P30, P40           | 4,5 - 116,6    |
| F02, F04, F06, F10, F20, F25, F35, F45, F50, F60, F70, F80, F90, F95, F97 | 1993             | P05, P10, P20, P30, P40      | 5,5 - 177,4    |
| P01, P02, P03                                                             | 1993, 1994, 1995 | P05                          | 7,3 - 16,8     |
| 150                                                                       | 1996             | P05                          | 10,9 - 35,0    |
| S10, S20, S30, S40                                                        | 1997             | P05, P10, P20, P30, P40, P50 | 45,4 - 4550    |
| SB1, SB2, SB3                                                             | 1997, 2000       | P30, P40                     | 1794 - 16500   |
| 10S, 100, 135, 140                                                        | 1995, 1993       | P05, P10, P20                | 17,1 - 65,6    |
| 170                                                                       | 1998             | P05, P10, P20,               | 30 - 1090      |
| 200, 20S, 236                                                             | 1994             | P05, P10                     | 7,3 - 17,1     |
| 250                                                                       | 2000             | P05                          | 50 - 75        |
| 270                                                                       | 2000             | P05, P10, P20                | 50 - 2350      |
| 300, 30S, 310                                                             | 1994             | P10, P20, P30, P40           | 11,6 - 177,4   |
| 400, 40S, 436                                                             | 1995             | P05, P10                     | 13,8 - 91,0    |
| 500, 50S, 510, 530, 53S                                                   | 1995             | P10, P20, P30, P40           | 18,7 - 650     |
| 600, 620, 640, 650                                                        | 1997             | P05, P10, P20, P30, P40, P50 | 22,7 - 4550    |
| 720                                                                       | 1999             | P10, P20, P30                | 240 - 1600     |
| 730                                                                       | 1999             | P20, P30, P40                | 560 - 2890     |
| 740                                                                       | 1999             | P40, P50                     | 3660 - 4550    |
| 800                                                                       | 2003             | P05, P10                     | 300 - 950      |
| 810                                                                       | 2003             | P10, P20                     | 750 - 2700     |
| 820                                                                       | 2000, 2001       | P05, P10, P20, P30, P40      | 100 - 3700     |
| 825                                                                       | 2003             | P30                          | 3600 - 6600    |
| 830                                                                       | 2000, 2002       | P20, P30, P40, P50           | 1850 - 7350    |
| 840                                                                       | 2000,2001,2002   | P40, P50                     | 10000 - 20200  |
| 870                                                                       | 2002             | P40, P50                     | 7700 - 20000   |
| 890                                                                       | 2002             | P50, P60                     | 20000 - 37400  |
| 520                                                                       | 2004 - 2006      | P05, P10, P20                | 500 - 7100     |
| 550                                                                       | 2004 - 2006      | P20                          | 3300 - 14000   |
| 570                                                                       | 2004 - 2006      | P30, P40                     | 3300 - 58500   |
| 595                                                                       | 2004 - 2006      | P50, P60                     | 24500 - 216000 |
| 515                                                                       | 2007             | P05                          | 3800 - 7100    |
| 525                                                                       | 2007             | P10                          | 3800 - 7100    |
| 570                                                                       | 2007             | P40                          | 16700 - 58500  |
| MMA (9406)                                                                | 2007             | P30                          | 5500 - 76900   |
| M15                                                                       | 2008             | P05                          | 4300           |
| M25                                                                       | 2008             | P10                          | 4300 - 8300    |
| M50                                                                       | 2008             | P20                          | 4800 - 18000   |
| MMA                                                                       | 2008             | P30                          | 8150 - 76900   |
| JS12                                                                      | 2008             | P05                          | 7100           |
| JS22                                                                      | 2008             | P10                          | 13800          |
| JS23                                                                      | 2008             |                              |                |
| JS43                                                                      | 2008             |                              |                |
| 570 (9117)                                                                | 2008             | P30                          | 104800         |
| 595 (9119)                                                                | 2008             | P60                          | 294700         |